# Memecylon buxoides
Memecylon buxoides är en tvåhjärtbladig växtart som beskrevs av Gerald Ernest Wickens. Memecylon buxoides ingår i släktet Memecylon och familjen Melastomataceae. Inga underarter finns listade i Catalogue of Life.